# فلفل حار

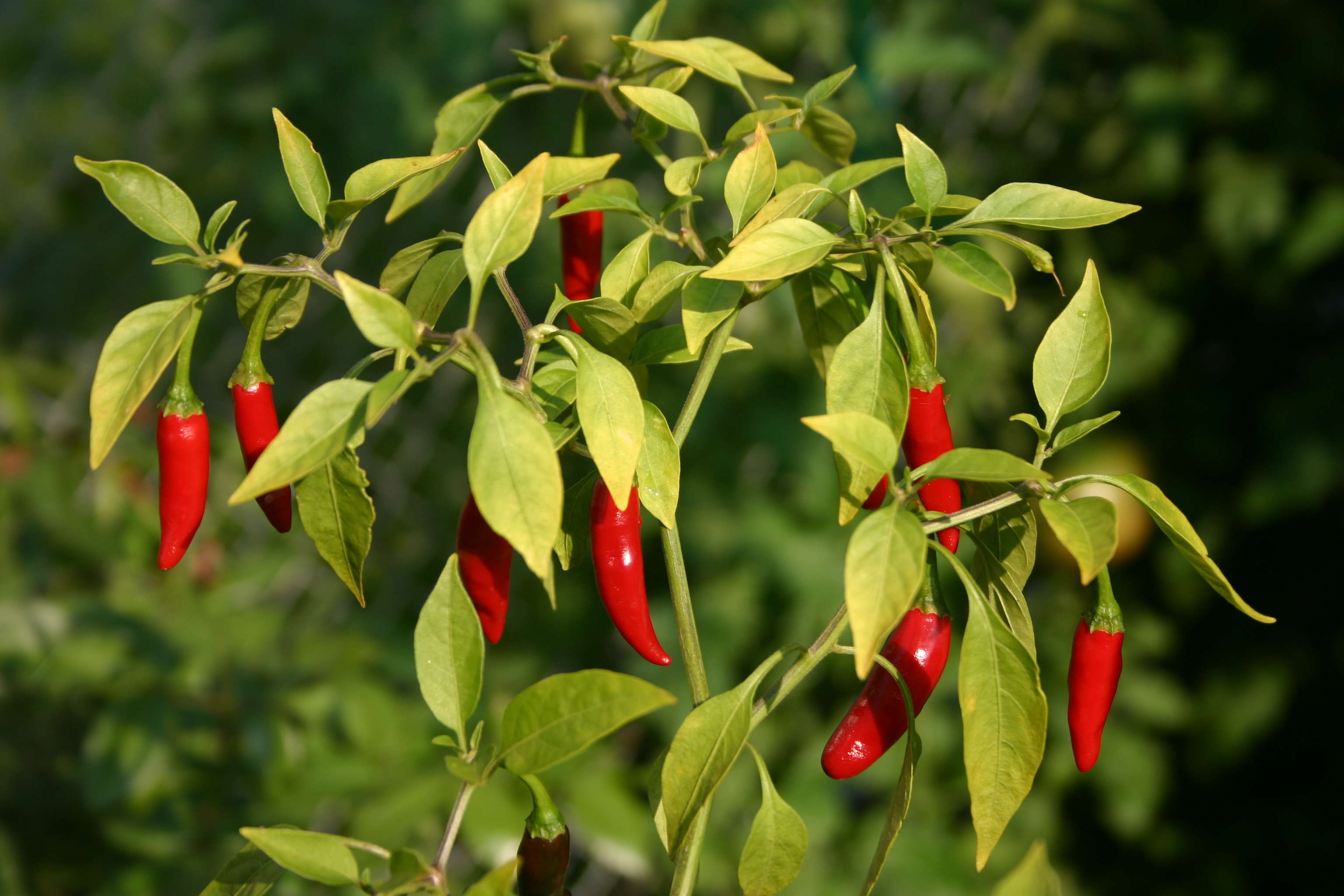
فلفل تايلندي.

الفلفل الحار أو الحريف أو فلفل شطة هو ثمار بعض أصناف نوع الفليفلة الحولية من الفصيلة الباذنجانية. ومن أهم مكوناته هي مادة الكابسيسين التي تمنح الشعور بالحرارة، وهي مادة مثيرة ينتج عنها الشعور بالحرقة عند ملامستها أي أنسجة.
هو ثمرة نباتات من جنس الفليفلة التي تنتمي للعائلة الباذنجانية. يستخدم الفلفل الحار على نطاق واسع في العديد من المأكولات كتوابل لإضافة الحرارة إلى الأطباق. المواد التي تعطي الفلفل الحار شدتها عند تناولها أو وضعها موضعياً هي الكابسيسين والمركبات ذات الصلة المعروفة باسم الكابسيسينويد.
نشأ الفلفل الحار في المكسيك وهو يسمى بفلفل التاباسكو. وذلك بعد التبادل الكولومبي، وانتشر في أوروبا وآسيا في القرن السادس عشر، انتشرت العديد من أصناف الفلفل الحار في جميع أنحاء العالم، وتستخدم في كل من الطعام والطب التقليدي.

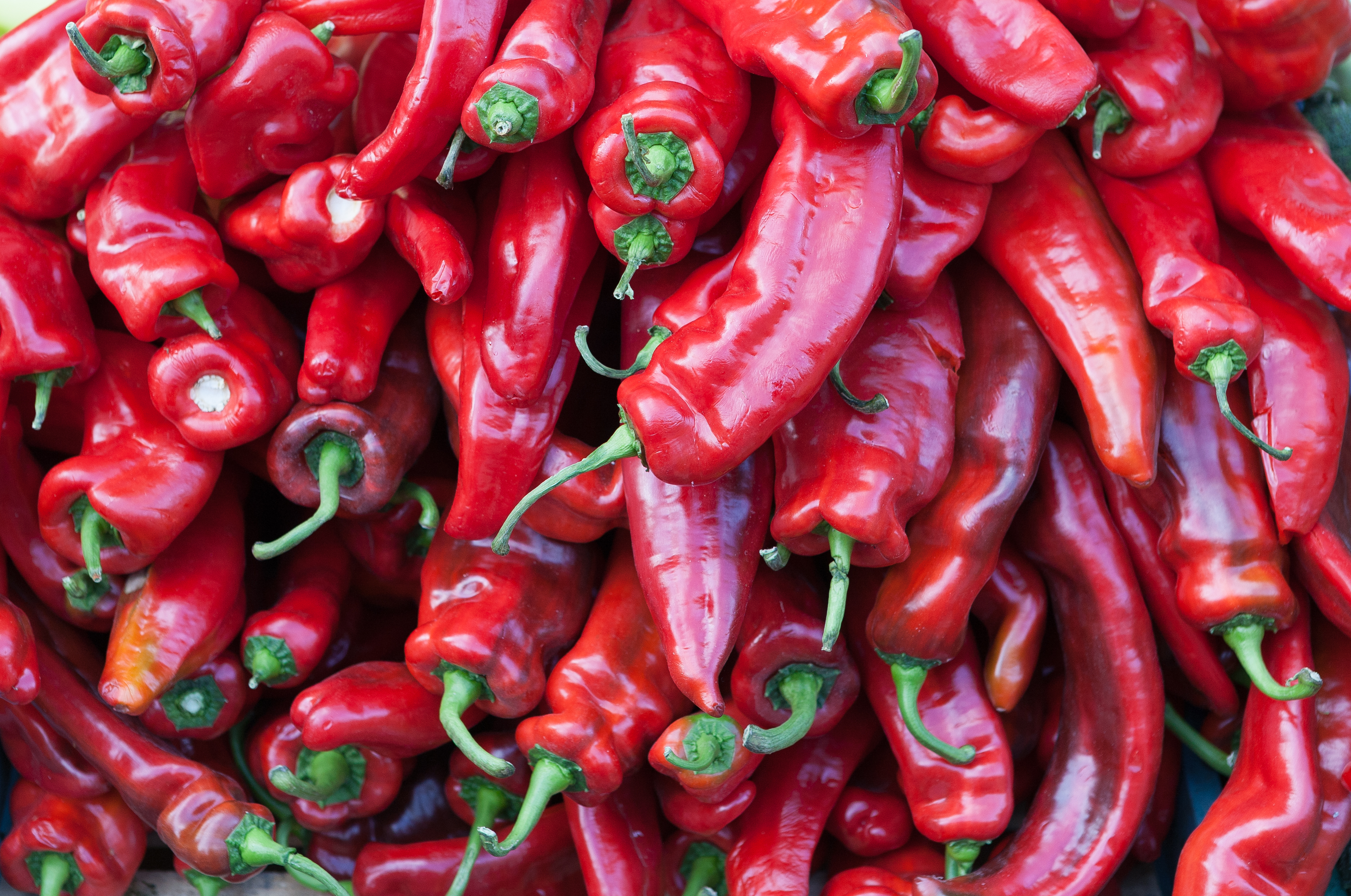
الفلفل الأحمر الكوبانيلي الحار

يُعتقد أن جميع الأصناف المزروعة في أمريكا الشمالية وأوروبا مستمدة من الفليفلة الحولية، ولها فواكه بيضاء أو صفراء أو حمراء أو أرجوانية إلى سوداء.

## أنواع الفلفل الحار
يوجد عدة أنواع من الفلفل الحار، لكل نوع منها نكهة مختلفة ودرجة حرارة مختلفة أيضاً، يتم قياس درجة الحرارة باستخدام مقياس سكوفيل
ومِن أنواع الفلفل الحار:
- Enta
- Fuego
- Super chili
- Prairie fire
- Thai hot dragon
- Cayenne

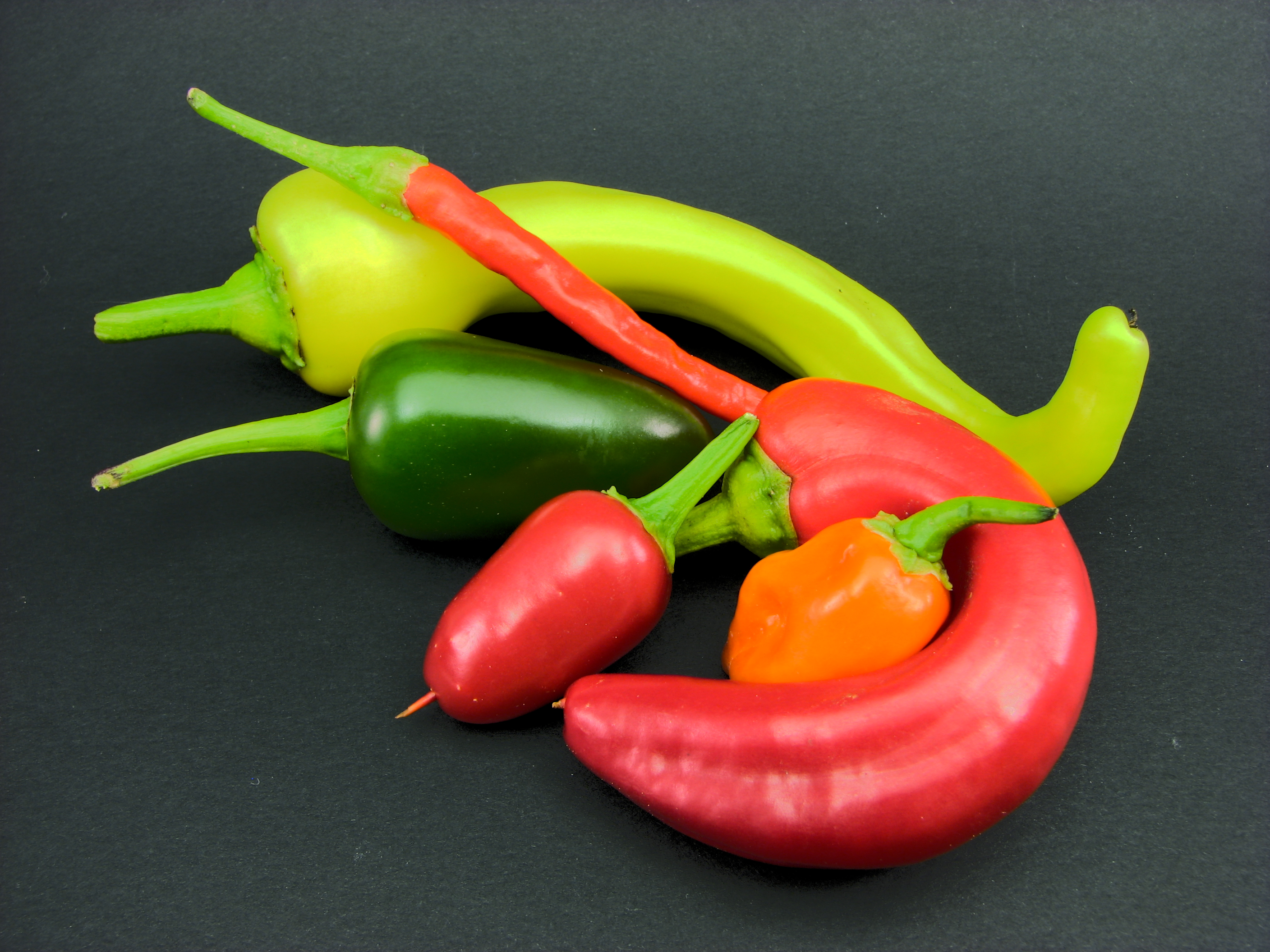
مجموعة من هالبينو، فلفل الموز، فليفلة حريقة، فلفل حار، وهابانيرو فلفل

- Dorset naga الذي يُعد من أكثر أنواع الفلفل حرارةً، ويمكن زراعته في المنزل [8]مجموعة من هالبينو، فلفل الموز، فليفلة حريقة، فلفل حار، وهابانيرو فلفلمعظم الكبسايسين في الفلفل الحار اللاذع يتركز في بذور على الطبقة المحيطة بالأضلاع الداخلية (الحواجز) التي تقسمها إلى مقاطع بحيث أن البذور تلتصق فيها.[9] وأظهرت دراسة عن إنتاج كبسايسين في ثمار	C. chinense أن الحويصلات المنتجة للكبسايسين توجد فقط في خلايا البشرة للنبتة من الحاجز بين الفصين من الفواكه اللاذعة، وأن تكوين المقاطع يحدث فقط نتيجة لتراكم تلك الحويصلات، ويتحكم بالطعم اللاذع والحويصلات بواسطة موضع واحد،Pun 1 والتي يوجد لها اثنين على الأقل من الجينات المتنحية التي تنتج من نوع C. chinense الغير لاذع.[10] محتوى الكبسايسين في الفلفل الحار يختلف بشكل كبير بين الأصناف ويقاس بوحدات الحرارة سكوفيل (SHU). الفلفل المشهور عالمياً لطعمه الحار حسب رتبته من قبل (SHU) هو «كارولينا ريبر» التي تم قياسها في أكثر من 220000SHU.

## الإنتاج
في عام 2016، أُنتِج 34.5 مليون طن من الفلفل الحار الأخضر، و 3.9 مليون طن من الفلفل الحار المجفف في جميع أنحاء العالم. كانت الصين أكبر مُنتِج للفلفل الأخضر في العالم، حيث قدمت نصف الإجمالي العالمي. كان الإنتاج العالمي من الفلفل الحار المجفف حوالي تسع الإنتاج الطازج، تقودها الهند بنسبة 36٪ من الإجمالي العالمي.

## الاستخدامات

### الطعام

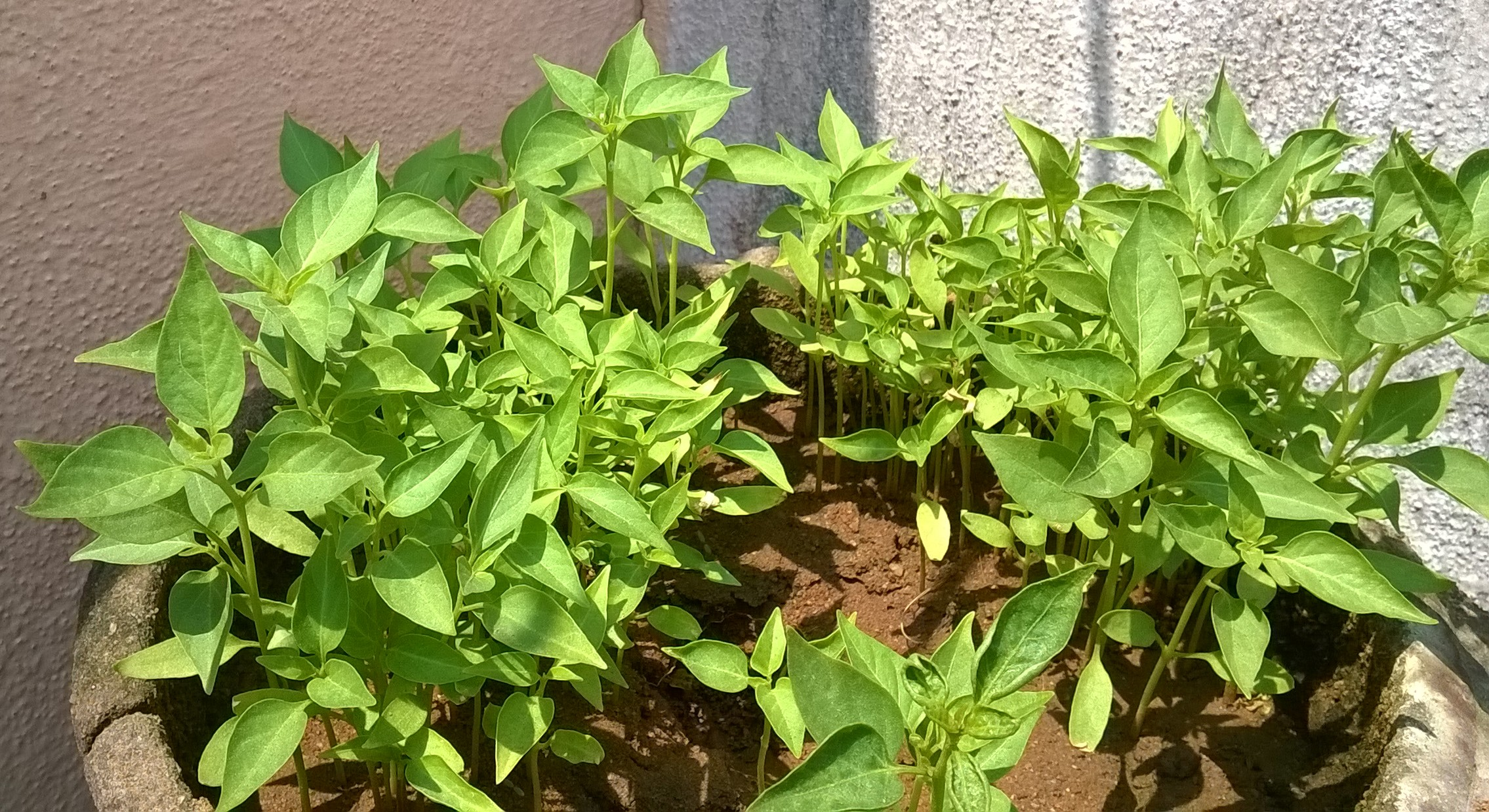
نباتات الفلفل الحار الصغيرة

يستخدم كنوع من البهارات بالرغم من أنه يعتبر كخضروات أيضاً. هاضم ومنشط للعصارة الهضمية وله تأثير على دهون الدم ومنشط للأوعية الدموية. طارد للريح ومعرق ومفيد في الربو والبرد والتهاب الشعب الرئوية ومنشط وضد الأورام ومجدد لخلايا جهاز المناعة في الدم والطحال والأنسجة الليمفاوية ومنشط لإفراز مركبات الأجسام المضادة التي تحسن جهاز المناعة. غني بفيتامين ج ومضادات الأكسدة المقاومة للبرد. [بحاجة لمصدر]
يمكن أكل الفلفل الحار كما هو، ويمكن شويه أو تحميصه
لِشَوي الفلفل يوضَع على شواية، ثم يُقلَّب حتى تصبح جميع الجهات سوداء، ثم يُؤخَذ ويُوضَع في وعاء ويُغطَّى ويُترَك مدة 10 دقائق تقريباً، وبعد ذلك تُزال الطبقة المتفحِّمة السوداء التي عليه، ثم يصبح الفلفل جاهزاً للتقطيع وإضافته إلى الطعام أو أكله مباشرة
ولِتحميصه يُسخَّن الفرن على درجة حرارة 215 درجة مئوية تقريباً، ثم توضَع حبات الفلفل على صينية وتُدهَن بزيت الزيتون، ثم توضَع في الفرن، وتُترَك مدة 20-25 دقيقة حتى ينضُج الفلفل وتظهر على جميع الجوانب طبقة متفحمة، ثم يتم إخراجها من الفرن وتترك لتبرد ثم تُزال القشرة عنها، وتصبح جاهزة.

### الطب
الكابسيسين، المادة الكيميائية الموجودة في الفلفل الحار والتي تجعله حارًا، تُستخدَم كمسكن في المراهم الموضعية وبخاخات الأنف والرُّقَع الجلدية لتسكين الألم.

### المهيجات الكيميائية
يستخدم الكابسيسين المستخرج من الفلفل الحار في تصنيع رذاذ الفلفل والغاز المسيل للدموع كمواد مهيجة كيميائية، وأشكال من الأسلحة الأقل فتكًا للتحكم في الأفراد أو الحشود الجامحة. مثل هذه المنتجات تكون لها احتمالية كبيرة لسوء الاستخدام، وقد تَتسبَّب في الإصابة أو الوفاة.

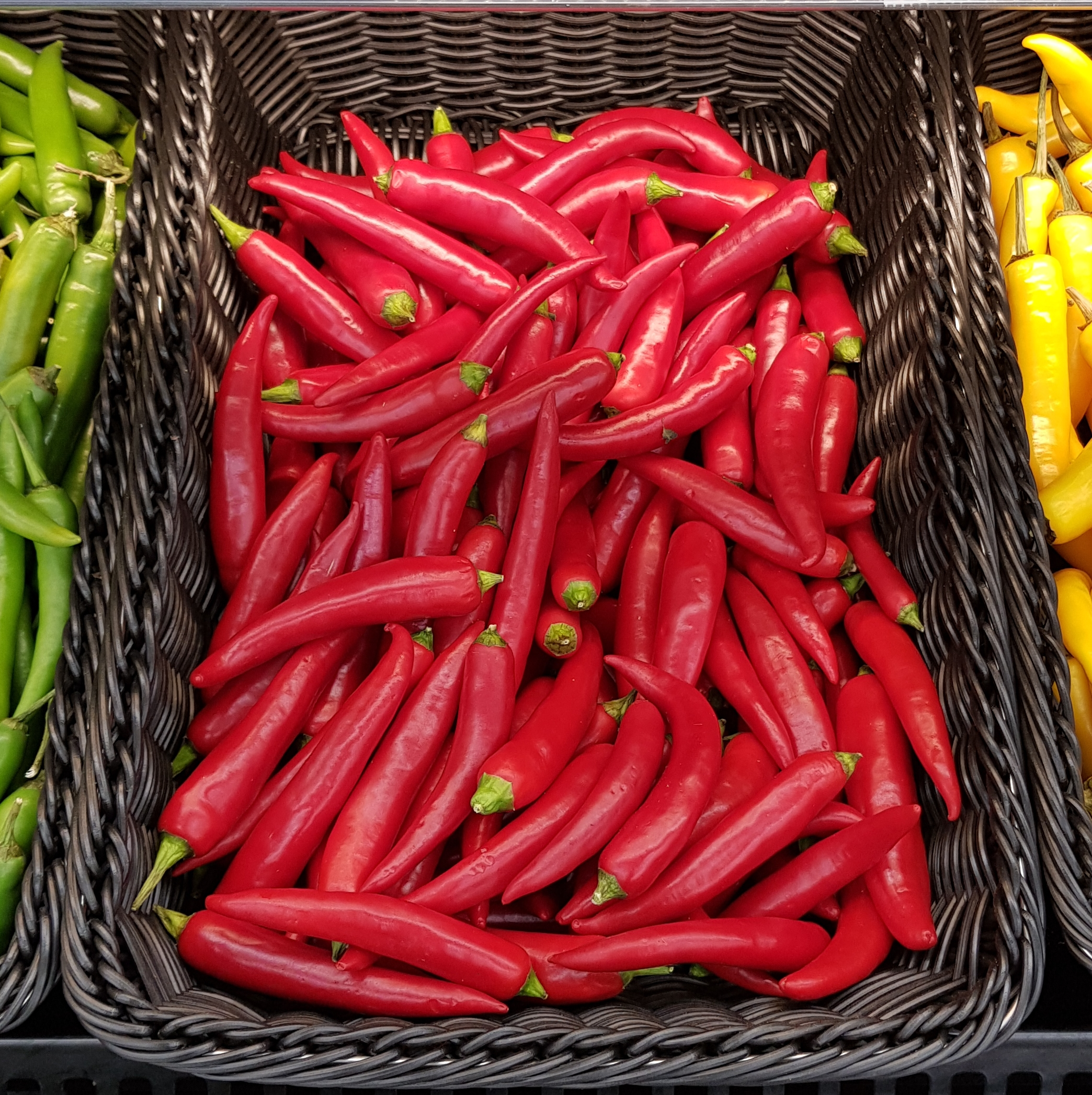
فلفل حار أحمر

## التاريخ

### الأصول
كانت ثمار الفليفلة جزءًا من النظم الغذائية البشرية منذ حوالي 7500 قبل الميلاد، وهي واحدة من أقدم المحاصيل المزروعة في الأمريكتين،  حيث ترجع أصول زراعة الفلفل الحار إلى شمال شرق المكسيك منذ حوالي 6000 عام. كانت من أوائل المحاصيل ذاتية التلقيح المزروعة في المكسيك وأمريكا الوسطى وأجزاء من أمريكا الجنوبية.
تعتبر بيرو الدولة ذات أعلى تنوع زراعي من الفليفلة لأنها مركز للتنويع حيث تم إدخال أنواع مختلفة من الحيوانات المدجنة الخمسة وزراعتها واستهلاكها في عصور ما قبل كولومبوس. تعتبر بوليفيا البلد الذي يتم فيه استهلاك أكبر تنوع من الفلفل الحار البري.

### التوزيع في أوروبا
عندما وصل كريستوفر كولومبوس وطاقمه إلى منطقة البحر الكاريبي، كانوا أول الأوروبيين الذين واجهوا الفليفلة، وأطلقوا عليها اسم «الفلفل» لأنهم، مثل الفلفل الأسود من جنس بايبر المعروف في أوروبا، يتمتعون بطعم حار وحار على عكس الأطعمة الأخرى.

### التوزيع في آسيا
حدث انتشار الفلفل الحار إلى آسيا من خلال إدخاله من قبل التجار البرتغاليين، الذين - مدركين لقيمته التجارية وتشابهه مع بهارات الفلفل الأسود - روجوا للتجارة في طرق تجارة التوابل الآسيوية. تم تقديمه إلى الهند من قبل البرتغاليين في نهاية القرن الخامس عشر. في المطبخ الآسيوي في القرن الحادي والعشرين، يشيع استخدام الفلفل الحار في مختلف المناطق.

### التوزيع في أفريقيا
من المحتمل جدًا أن الأوروبيين أدخلوا الفلفل الحار إلى أجزاء مختلفة من القارة. ومع ذلك، كشفت الحفريات الأثرية في تونس، في شمال إفريقيا، عن أرضية فسيفساء رومانية تصور فواكه وخضروات مختلفة، بما في ذلك واحدة تشبه الفلفل الحار. وفقًا للباحثة مونيا عادل التي قادت الحفريات، من السابق لأوانه استخلاص أي استنتاجات وهناك حاجة إلى مزيد من البحث لأن هذا يمكن أن يغير بشكل جذري تاريخ إدخال الفلفل البارد إلى هذا الجزء من العالم.

## المعلومات الغذائية
| العنصر الغذائي            | الكمية | الوحدة          |
| ------------------------- | ------ | --------------- |
| ماء                       | 88.02  | غرام            |
| طاقة                      | 40     | سعرة حرارية     |
| بروتينات                  | 1.87   | غرام            |
| دهون                      | 0.44   | غرام            |
| ألياف غذائية              | 1.5    | غرام            |
| كربوهيدرات                | 8.81   | غرام            |
| سكريات                    | 5.3    | غرام            |
| حديد                      | 1.03   | ملغرام          |
| كالسيوم                   | 14     | ملغرام          |
| صوديوم                    | 9      | ملغرام          |
| بوتاسيوم                  | 322    | ملغرام          |
| مغنيسيوم                  | 23     | ملغرام          |
| منغنيز                    | 0.187  | ملغرام          |
| فوسفور                    | 43     | ملغرام          |
| فيتامين أ                 | 952    | وحدة دولية (IU) |
| فيتامين ب6                | 0.506  | ملغرام          |
| فيتامين ب12               | 0      | ميكروغرام       |
| فيتامين ج                 | 143.7  | ملغرام          |
| زنك                       | 0.26   | ملغرام          |
| نحاس                      | 0.129  | ملغرام          |
| سيلينيوم                  | 0.5    | ميكروغرام       |
| أحماض دهنية مشبعة بالكامل | 0.042  | غرام            |
| ثيامين                    | 0.072  | ملغرام          |

## الزراعة
- يحتاج نبات الفلفل الحار لمكان دافئ ومشمس، درجات الحرارة المناسبة للفلفل هي: 24-30 درجة مئوية نهاراً، 9-12 درجة مئوية ليلاً [7]
- تُهيَّئ الأرض للزراعة، وذلك بتنظيفها وحراثتها حتى تصبح التربة ناعمة، وإضافة سماد عضوي
- يمكن زراعة بذور الفلفل في وقتٍ من فبراير إلى إبريل، يُفضَّل زراعتها في أقرب وقت ممكن.

## كبسايسين في الفلفل
معظم أنواع الفليفلة تحوي على الكبسايسين (ميثيل فنيليل نونيناميد) وهي مادة كيميائية محبة للدهون تعطي طعم لاذع وحارق عند تذوقه من جانب الأشخاص غير المعتادين على طعمه خصيصاً. لا تفضل معظم الثدييات هذا الطعم، عدا الطيور فهي لا تتأثر بها. إفراز الطعم الحار من الثمرة نفسها يحمي النبتة من الحشرات،  والحيوانات بأنواعها، غير ان ألوان نباتاتها الزاهية تجذب الطيور إليها لنثر بذورها. الكبسايسين متوفرة بكميات كبيرة في الغشاء المحيط بالبذرة، الغطاء الداخلي، وبكميات قليلة بالأجزاء الأخرى من ثمار النبات من هذا النوع. لا تفرز البذور الكبسايسين بالرغم أن المحتوى الأكبر منه يوجد في اللبة البيضاء حول البذرة. كمية توافر الكبسايسين في الثمرة متغير ويعتمد على جينات النبات والبيئة المحيطة، حيث تعطي تقريباً جميع أنواع الفليفلة كميات متفاوتة بالنظر للحرارة. وأكثر نوع مميز من الفليفلة بدون مادة الكبسايسين هو الفليفلة الحلوة، التي لديها تصنيف صفر على مقياس سكوفيل (وهو مقياس قوة وشراسة طعم الحار). فقدان الفلفل الحلو للكبسايسين يعود لجين متنحي يعمل على عدم صنعه، وبالتالي «الطعم الحار» يعود مرجعه لبقية عائلة الفليفلة. هناك أنواع أخرى من الفليفلة التي لا تحوي على مادة الكبسايسين وهم من نفس تصنيف الفليفلة الحلوة منها: أصناف العملاق ماركوني، الحلويات اللذيذة (Yummy sweet)، جيمي نارديلو، الفلفل القلي الإيطالي.
لدى الفلفل الحار أهمية كبيرة في مجالات الطب عند الأمريكيين الأصليين، وتستعمل مادة الكبسايسين في الطب الحديث - بصورة أساسية بالعلاج الموضعي – كمنشط لدورة الدموية ومسكن. في أوقاتنا الحالية، رذاذ من خلاصة الكبسايسين، أيضاً يعرف برذاذ الفليفلة أو الفلفل، أصبح يستخدم كوسيلة غير قاتلة من قبل منفذي القانون لشل قدرة شخص ما، وأيضاً على نطاق واسع لمكافحة الشغب، أو من قبل الأفراد لدفاع عن النفس. يستخدم الفلفل، الموجود في الزيوت النباتية أو كمنتج بستاني، في البستنة كمبيد حشري طبيعي. بالرغم من أن الفلفل الأسود يعطي الطعم الحارق واللاذع إلا أن سببه يعود لمادة أخرى غير الكبسايسين وتسمى بيبيرين.

## الآفات
هناك آفات عديدة قد تصيب نبات الفلفل، منها: حشرات المن، صانعة الأنفاق، الذباب الأبيض، وغيرهم

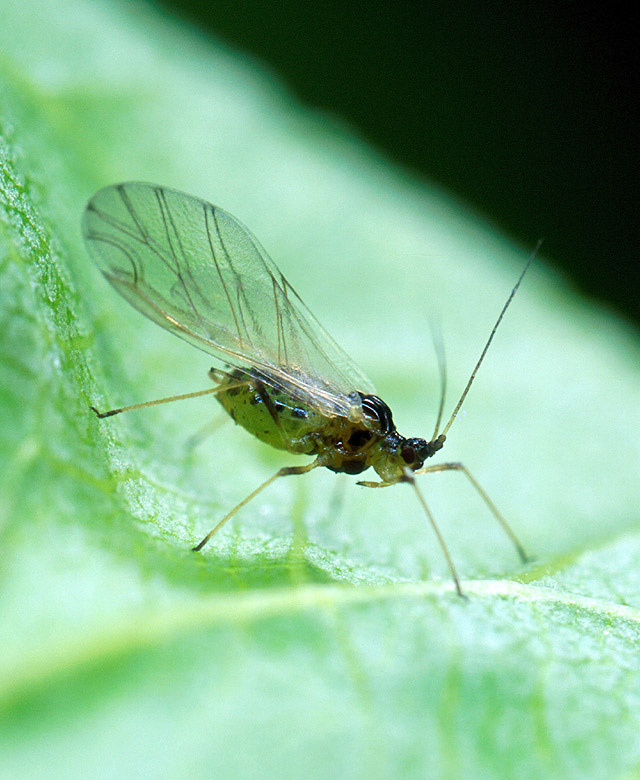
حشرة المن

- حشرات المن (Myzus persicae): آفة واسعة الانتشار، تسبب أضراراً على النباتات، هناك نوعان منها تهاجم الفلفل، وهما: القطن، والدراق الأخضر (وهو الأكثر)، تتغذى هذه الحشرات على عُصارة النباتات، مما يضعفها ويتسبب لها بتجاعيد في الأوراق وأيضاً ظهور العفن على النبات واتساخ الثمار بالإضافة إلى أنها تنقل فيروسيات إلى النباتات الأخرى السليمة، مثل فيروس PVY

من طرق مكافحة هذه الآفة:
- عمل نظام إغلاق محكم للبيت البلاستيكي الزراعي (إذا كانت النباتات مزروعة داخله) لمنع دخول هذه الحشرات
- التخلص من الأوراق المصابة بهذه الآفة
- المراقبة المستمرة للنباتات
- عدم الإفراط في استخدام الأسمدة النيتروجينية
- استخدام المتطفلِّ sp. Aphidius عندما تظهر الآفة
- صانعة الأنفاق (Liriomyza trifolii): هذه الحشرة نوعٌ من أنواع الذباب، يصل طولها إلى 2 ملم، تقوم بوضع بيوضها في أوراق النبات، ثم تفقس البيوض وتتحول إلى يرقات وتمر بثلاث مراحل، ثم تدخل في مرحلة العذراء التي تكون فيها في التربة أو على الورقة
- ضرر هذه الحشرة هو تغذِّي اليرقات على الطبقة الوسطى من أوراق النباتات مما يترك ما يشبه الأنفاق تترك لوناً أبيضاً على سطح الورقة، ويزداد اتساع هذا النفق كلما تغذت اليرقة من الورقة
- لمكافحة هذه الحشرة، تُستخدَم الطرق المذكورة في مكافحة حشرات المن، بالإضافة إلى استخدام المصائد ذات اللون الأصفر والتي يمكن صناعتها يدوياً، وأيضاً يمكن استخدام المتطفِّل الطبيعي Diglyphus isaea الذي يُعَد من أهم أعداء هذه الحشرة.[7]
- هناك آفات عديدة قد تصيب نبات الفلفل الحار، منها: حشرات المن، الذباب الأبيض، صانوسوس العنكبوت الأحمر [8]